# Caliópio (mestre das epístolas)
Caliópio (em latim: Calliopius) foi um estudioso e oficial bizantino do século IV. Nativo de Antioquia, era irmão de Alexandra e cunhado de Seleuco e, portanto, tio de Olímpia. Era pupilo de Zenóbio e exerceu a função de advogado, gramático e professor assistente do sofista Libânio. Em 388, tornou-se mestre das epístolas (magister epistolarum) e por 390 estava em Constantinopla.